# كيني كانينغهام
كينيت إدوارد «كيني» كانينغهام ((بالإنجليزية: Kenny Cunningham)‏؛ مواليد 28 يونيو 1971) هو لاعب كرة قدم أيرلندي دولي سابق كان يلعب كمدافع. سبق له أن لعب في كأس العالم لكرة القدم 2002 مع منتخب بلاده.

## روابط خارجية
- كيني كانينغهام على موقع الاتحاد الدولي (مؤرشف)  (الإنجليزية)
- كيني كانينغهام على موقع قاعدة بيانات كرة القدم.إي يو (الإنجليزية)
- كيني كانينغهام على موقع ناشيونال فوتبول تيمز (الإنجليزية)
- كيني كانينغهام على موقع Soccerbase.com (لاعب) (الإنجليزية)
- كيني كانينغهام على موقع عالم كرة القدم.نت (الإنجليزية)